# ماری گاردینر

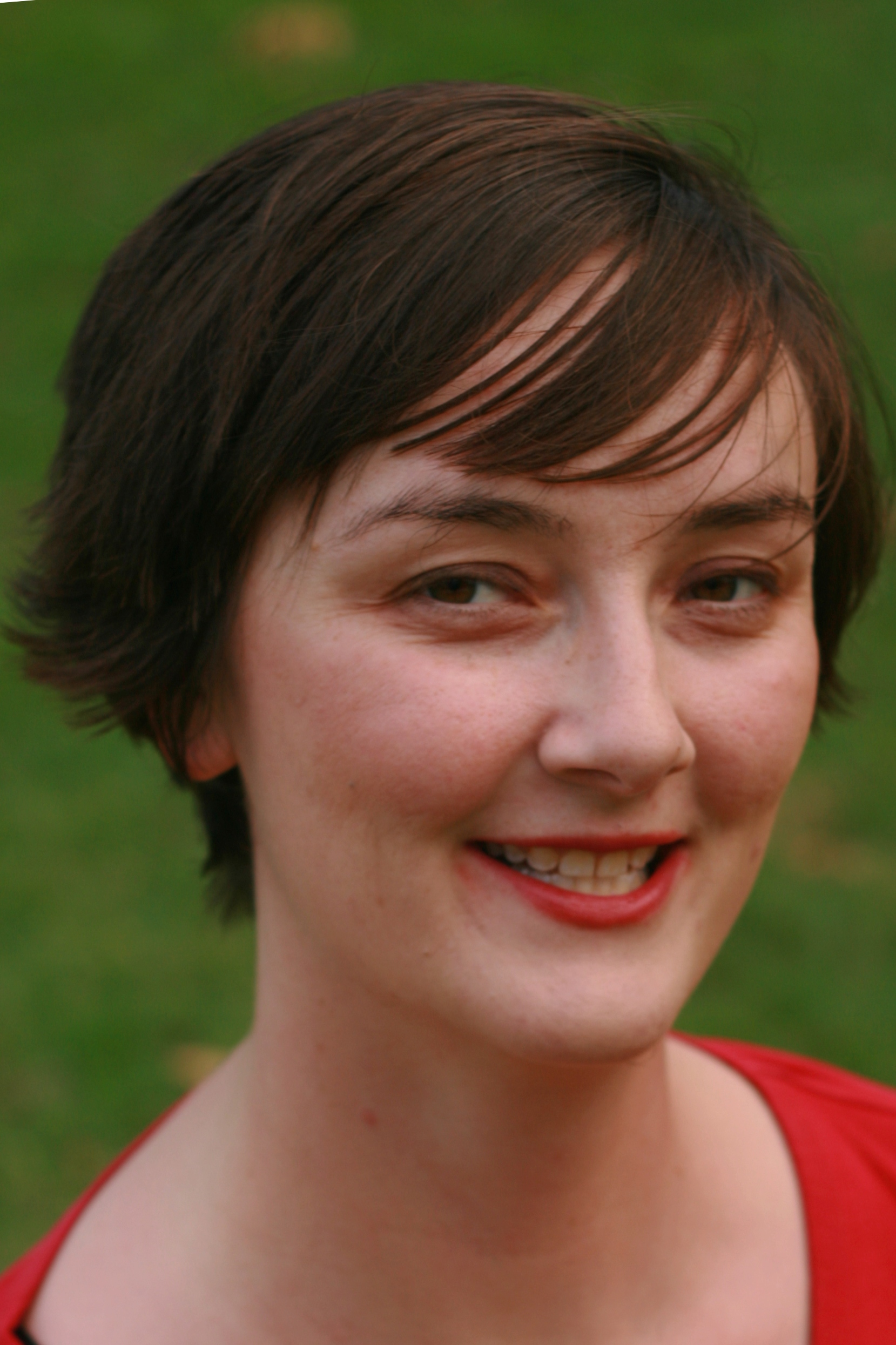

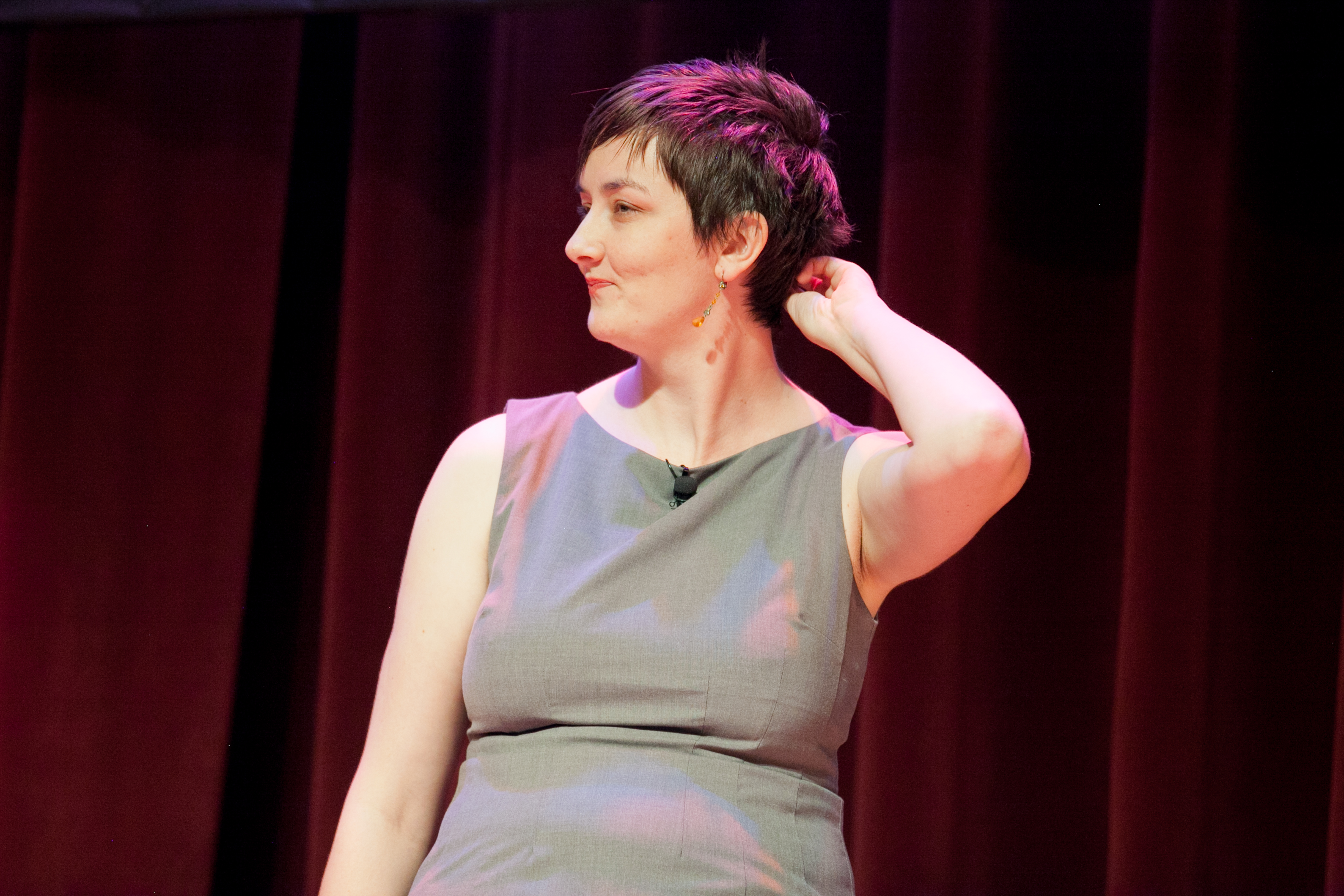
ماری گاردینر در حال سخنرانی در مراسم افتتاحیه ویکی‌مانیا ۲۰۱۲

ماری گاردینر (به انگلیسی: Mary Gardiner) یک برنامه‌نویس و توسعه‌دهنده لینوکس اهل استرالیا است که در سال ۲۰۱۱ به همراه والری اورورا سازمان غیرانتفاعی پیشگامان آدا را بنیان نهادند. هدف این سازمان، دفاع از حقوق زنان و افزایش مشارکت آنان در جوامع و فرهنگ متن‌باز است. او همچنین تا سپتامبر سال ۲۰۱۱، عضو شورای لینوکس استرالیا بود. در سال ۲۰۱۲، مجله اس‌سی، گاردینر و والری اورورا را دو نفر از تاثیرگذارترین افراد در زمینه امنیت رایانه‌ای نام نهاد. همچنین گاردینر از بنیان‌گذاران اوسی‌چیکس بود که بعدها به تکنولوژی آزاد زنان اقیانوسیه تغییر نام داد. گاردینر هماهنگ‌کننده سابق لینوکس‌چیکس بود. او علیه «هنجارهای اجتماعی و باورهای اقلیتی از مشارکت‌کنندگان که زنان را به عنوان همکار قبول ندارند یا باور ندارند که زنان هم می‌توانند مشارکتی موفق داشته باشند» به سخنرانی پرداخته است. همچنین گاردینر درگیر طراحی و تهیه کردن سیاست‌های ضد آزار و اذیت در کنفرانس‌های مرتبط با فناوری است. گاردینر در سال ۲۰۱۱ برنده جایزه روستی رنچ شد. این جایزه توسط لینوکس استرالیا برای کمک به برنامه‌نویسان لینوکس اهدا می‌شود. او به خاطر تلاش برای بهبود تنوع جنسیتی و مخالفت با آزار و اذیت جنسی مورد تقدیر واقع شده است. او یکی از سخنرانان اصلی در ویکی‌مانیا ۲۰۱۲ بود که در روزهای ۱۲ تا ۱۵ ژوئیه سال ۲۰۱۲ در واشینگتن دی‌سی برگزار شد.